# ナガーミン作戦
ナガーミン作戦（ナガーミンさくせん、ビルマ語: နဂါးမင်း စစ်ဆင်ရေး、英語：Operation Dragon King）は、1977年から1978年にかけてカチン州、チン州、ヤンゴン、ラカイン州でミャンマー軍（以下、国軍）と移民当局が、不法移民摘発目的で行った軍事作戦である。

## 内容
ミャンマーでは1947年憲法と1948年国籍法にもとづいて、『国民登録カード（National Registration Cards：NRC)』という身分証明書が発行されていた。しかし独立後長らく、国境管理が適切に行われなかったこともあって、近隣諸国からの不法移民が大きな社会問題となっており、1997年末からカチン州、チン州、ヤンゴンでNRC不所持者摘発を目的とした「ナガーミン作戦」を発動した。
1978年2月には、ラカイン州北部で作戦が実施された。ラカイン州の場合、独立後から入植者または季節労働者としてバングラデシュから絶えず移民が流入していた。しかし作戦遂行の過程で、NRC不所持者がパニックを起こして、約30万人のロヒンギャがバングラデシュに流出する事態となった。最初のロヒンギャ大量流出劇である。
ミャンマー外務省傘下のミャンマー戦略国際問題研究所（MISIS）のレポートによれば、ブティダウンでは83の村落、1万7193世帯、10万8431人を審査して、643人の不法移民を発見、3万5596人がバングラデシュへ逃亡、マウンドーでは99の村落、1万9418世帯、12万5983人を審査して、458人の不法移民を発見、9万8227人がバングラデシュへ逃亡、その他の地域から15万6683人がバングラデシュへ逃亡したとのことである。
この事態を受けて、莫大な資金を持つサウジアラビアの慈善団体ラビタット・アル・アラム・アル・イスラミ（Rabitat al Alam al Islami）は、ロヒンギャ難民の支援を開始し、コックスバザール南にあるウキアに病院と神学校を建設した。1978年7月にミャンマーとバングラデシュとの間で締結された協定にもとづき、NRCを所持していた約10万人のロヒンギャは、アラカン州のブティダウン、マウンドー、ラテーダウン、アキャブの各郡への帰還を許可された。残りの難民は国連難民高等弁務官事務所（UNHCR）と世界食糧計画（WFP）の監視の下、1979年に頃から徐々に帰還し始めた。しかし中にはパキスタンやサウジアラビアに移民した人々もおり、ロヒンギャのディアスポラの端緒となった。

## 評価
広く信じられている話と違い、この流出劇はミャンマー政府が意図的にロヒンギャを追放したものではない可能性が高い。
1978年に公開されたアメリカ大使館の機密文書には、「ムスリムの大量脱出は自発的なものであり、武力は使用されていない（銃弾は発射されていない）、人々が脱出しないようにあらゆる努力が払われた……」「この流出劇は、身分証明書の検査と、適切な身分証明書がないことがわかれば逮捕されるというムスリムの恐怖によって刺激されたようだ。私は、書類の検査に抵抗された際に暴力が起きたという報告は1件聞いたが、広範囲にわたる暴行、強姦、拉致を裏付ける報告はない」「この視察旅行に参加した地元ジャーナリストが（行った）……ムスリムのインタビューでは、ベンガル人を強制的に追い出したという主張を裏付けることはできなかったが、むしろ逃げ出したのは虐待によるものではなく、恐怖からだったことを裏付けるものだった」「イギリス、オーストラリア、西ドイツ、マレーシアの各大使と話し合った結果、意図的な追放という告発はかなり誇張されているということで意見が一致」「ミャンマー政府がロヒンギャをラカイン州から追放する組織的キャンペーンに着手したとか、難民が主張する残虐行為があったとかという話はかなり疑わしい」といった言葉が並んでいる。
ナガーミン作戦に従事したキンニュン元首相は、審査数に比して不法移民の数が大変少ないことから、自著の『ミャンマー西門の難題』の中で、「政府が国境管理に劇的に成功した証拠」と自画自賛しているが、ミャンマー人・人権活動家のマウンザーニは、その理由は「ほとんどの不法移民が急いで逃亡したため」と述べ、実際の不法移民の数ははるかに多かったのではないかと指摘している。